# Okres Wodzisław
Okres Wodzisław (polsky Powiat wodzisławski) je okres v polském Slezském vojvodství u hranic s Českou republikou. Rozlohu má 286,83 km² a v roce 2023 zde žilo 150 269 obyvatel. Sídlem okresu je město Wodzisław Śląski.

## Gminy
Městské:
- Wodzisław Śląski
- Rydułtowy
- Radlin
- Pszów

Vesnické:
- Godów
- Gorzyce
- Lubomia
- Marklowice
- Mszana

## Města
- Pszów
- Radlin
- Rydułtowy
- Wodzisław Śląski

## Sousední okresy
| Růžice kompasu | Ratiboř        | Rybnik          | Rybnik   | Růžice kompasu |
| Růžice kompasu | Ratiboř        | Sever           | Pszczyna | Růžice kompasu |
| Růžice kompasu | Ratiboř        | Okres Wodzisław | Pszczyna | Růžice kompasu |
| Růžice kompasu | Ratiboř        | Jih             | Pszczyna | Růžice kompasu |
| Růžice kompasu | Karviná, Opava | Karviná         | Cieszyn  | Růžice kompasu |